# Juan de Ulibarrí
Juan de Ulibarrí o Uribarrí (1670 – 1716) è stato un militare ed esploratore spagnolo o creolo che visse nel Nuovo Messico.
Nel 1706 guidò una spedizione a El Cuartelejo sulle Grandi Pianure del Kansas occidentale e del Colorado orientale. Il diario di Ulibarrí sopravvisse ed è una fonte importante per la storia dell'esplorazione spagnola delle Grandi Pianure e delle relazioni con gli indiani Apache e Pueblo. Lo scopo della spedizione di Ulibarrí era di trovare e scortare nel Nuovo Messico circa 60 persone da Picuris Pueblo, che in precedenza avevano abbandonato il dominio spagnolo nel Nuovo Messico e stabilito comunità nelle Grandi Pianure. Le rovine di Cuartelejo in Kansas sono un residuo dei Pueblos che vivevano nelle pianure.

## Infanzia
Secondo la ricerca genealogica, Ulibarrí (noto anche come Juan de los Reyes) nacque a San Luis Potosi, in Messico, dove si battezzò l'8 marzo 1670.  I suoi genitori erano José Enriquez de los Reyes e Maria Hernandez Ynojos. Aveva un fratello di nome Antonio ed entrambi vennero nel Nuovo Messico con Diego de Vargas nel 1692 alla riconquista della provincia dopo la rivolta dei Pueblo del 1680. Ulibarri sposò, prima, Francisca Mezquia (1676-1714),in seguito Juana Hurtado de Salas (1687-1750), e forse un'indiana Zuni. Morì nell'ottobre del 1716 a Città del Messico. Per alcuni racconti, Juana Hurtado era la sua prima moglie, nata nel 1664, e suo figlio di Hurtado, Juan de Santa Ana Ulibarrí (1690-1756), era un indiano apache adottato.
Nel Nuovo Messico, Ulibarrí partecipò a spedizioni per sopprimere i Navajo come testimoniato dal suo nome scolpito sulle scogliere di El Morro del 1701 e 1709.

## Fondazione di Albuquerque
Nel febbraio 1706, il governatore del Nuovo Messico Francisco Cuervo y Valdés ordinò a Ulibarrí di esplorare un sito nella "grande foresta di Doña Luisa" per determinare la sua idoneità all'insediamento. Ulibarrí ha riferito che la foresta (bosque) era un posto eccellente per una nuova città e il governatore ha autorizzato i coloni a stabilirsi lì, nominando la nuova città di Albuquerque.

## Antefatto
El Cuartelejo ("il quarto lontano") era una regione , situata a nord del fiume Arkansas nell'attuale Colorado orientale e nel Kansas occidentale. El Cuartelejo era abitato da indigeni apache semi-nomadi, conosciuti dagli archeologi come la cultura del fiume Dismal. Nel 17 ° secolo, i Pueblo fuggirono spesso dalle loro città nella valle del Rio Grande del New Mexico a El Cartelejo per sfuggire al dominio spagnolo e rifugiarsi tra gli Apache. Il primo volo del Pueblo a El Cuartelejo potrebbe essere stato nel 1640 dopo che gli indiani Taos uccisero il loro prete missionario, Fray Pedro de Miranda. Gli spagnoli inviarono spedizioni per cercare di costringere i Pueblos a tornare in Nuovo Messico.
Nel 1696, il governatore Diego de Vargas e Ulibarrí, che aveva il titolo di sergente maggiore, sottomisero il popolo ribelle dei pueblos, dei Taos e dei Picuris. Alcuni dei Picturis fuggirono a El Cuartelejo. Nel 1706, le autorità spagnole del Nuovo Messico ricevettero un messaggio da diverse dozzine di Picuris e di Pueblo da El Cuartelejo, sostenendo maltrattamenti da parte degli Apache e chiedendo di tornare nel Nuovo Messico e richiedere una scorta militare per il loro ritorno sicuro. Un nuovo fattore che colpì le Grandi Pianure fu l'arrivo dei Comanche, aggressivi, nomadi e nuovi arrivati che resero il viaggio più pericoloso. Il governatore nominò Ulibarrí a capo della spedizione di salvataggio.
Ulibarrí potrebbe non essere stato il primo spagnolo a visitare El Cuartelejo, ma i record della sua spedizione sopravvivono a differenza di quelli di possibili visitatori precedenti.

## La spedizione
Ulibarrí lasciò Santa Fe il 13 luglio 1706 guidando una forza militare di 28 soldati, 12 miliziani e circa 100 indiani Pueblo. Il comandante degli indiani Pueblo era Jose Naranjo, nato nel 1662, nipote di uno schiavo africano e di una donna indiana - e forse parente dal matrimonio di Ulibarrí. Con Ulibarrí c'era anche Jean L'Archevêque (Juan de Archebeque), un francese e un sopravvissuto della colonia texana de La Salle. La presenza del francofono L'Archeveque indica che gli spagnoli avrebbero potuto anticipare l'incontro con i francesi nelle pianure. L'invasione della Francia sulle terre rivendicate dalla Spagna era una paura radicata degli spagnoli nel Nuovo Messico.
La rotta di Ulibarrí lo portò, prima, a Taos dove si fermò per diversi giorni perché temeva un attacco alla città da parte degli Ute e Comanches. Lasciò Taos il 20 luglio e si diresse a est, attraversando le montagne del Sangre de Cristo e scendendo nei corsi superiori dei fiumi Canadian e Cimarron. Lungo quei due fiumi, Ulibarrí incontrò diverse bande di Apache amichevoli, probabilmente Jicarilla. Il resoconto di Ulibarrí diceva che l'Apache accolse la sua visita e che distribuì doni a loro. Molti di questi Apache avevano adottato l'agricoltura e coltivavano raccolti di mais, fagioli e zucche.
Il 26 luglio, Ulibarrí svoltò a nord e attraversò la Mesa de Maya verso il Colorado sud-orientale e si diresse verso Two Butte Creek e seguì il torrente fino all'incrocio con il fiume Arkansas vicino a Holly, in Colorado. Attraversando l'Arkansas, Naranjo, che apparentemente aveva familiarità con questa regione, avvertì Ulibarrí che la strada da percorrere era senz'acqua e una pianura desolata. La spedizione tentò di seguire i cumuli di erba fatti dagli Apache come punti di riferimento, ma si perse, incontrando finalmente una primavera e un insediamento di El Cucartelejo il 3 agosto. Gli Apache avevano eretto una croce su una collina come segno di benvenuto agli spagnoli . Ulibarrí, seguendo l'usanza spagnola, tenne una cerimonia religiosa e rivendicò tutte le terre di El Cuartelejo per la Spagna.
Ulibarrí riscattò cinque indiani Pueblo dagli Apache dando loro una dozzina di cavalli e inviando distaccamenti ad altri due insediamenti di El Cuartelejo, uno dei quali 40 leghe (più di 100 miglia di distanza) per radunare altri che desideravano tornare nel Nuovo Messico. La posizione esatta degli insediamenti è sconosciuta, anche se uno di questi potrebbe essere stato l'insediamento di El Cuartelejo conosciuto oggi nella Contea di Scott, nel Kansas. Tra le altre cose, Apache e Pueblos dissero a Ulibarrí che erano stati in contatto con i francesi al confine orientale delle Grandi Pianure e avevano recentemente ucciso un francese e sua moglie. Hanno dato il fucile francese a Ulibarrí come prova di quella dichiarazione.
Dopo aver radunato circa 60 indiani Pueblo, Ulibarrí e la spedizione ritornarono nel Nuovo Messico, apparentemente seguendo un percorso simile, restituirono gli indiani a Picuris Pueblo e arrivarono a Santa Fe il 2 settembre.

## Conseguenze
La spedizione di Ulibarrí e altre azioni da parte degli spagnoli stabilirono migliori relazioni con la maggior parte degli Apache nelle Grandi Pianure e dei Pueblo nel Nuovo Messico di quanto non fosse stato in precedenza. Parte della ragione di questo era la nuova minaccia di incursioni di Comanche e Ute su insediamenti sia spagnoli che indiani. La spedizione di Ulibarrí contribuì anche alle paure spagnole dell'invasione francese sulle Grandi Pianure che portò alla sfortunata spedizione di Villasur pochi anni dopo, in cui sarebbero morti i due colleghi di Ulibarrí, José Naranjo e Juan d'Archebeque.
Sebbene i resoconti differiscano, Ulibarrí apparentemente viaggiò a Città del Messico alcuni anni dopo la sua spedizione e vi morì nel 1716, forse il 28 ottobre.